# تولا (شهر)

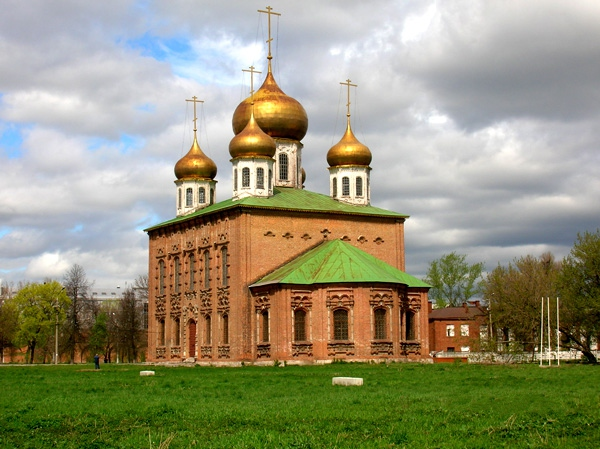
کلیسای جامع تولا.

شهر تولا (به روسی: Ту́ла) مرکز استان تولا در روسیه است. این شهر در بخش اروپایی روسیه و در ۱۶۵ کیلومتری مسکو می‌باشد. جمعیت آن ۵۴۳ هزار تن است.
تولا برای صنعت سماورسازی خود شناخته شده تا آنجا که در روسی زبانزدی هست که می‌گوید این کار مانند «سماور به تولا بردن» است (مانند «زیره به کرمان بردن» در فارسی).
موزه‌ای نیز به نام موزه سماور تولا در این شهر هست. تولا در کنار شهر ایژوسک از قطب‌های صنعتی و نظامی روسیه است و کارخانه تولید سلاح تولا که به تولید سلاح دوشکا می‌پردازد، در این شهر جای دارد. لشکر ۱۰۶ هوابرد گارد در این شهر مستقر است.

## نگارخانه

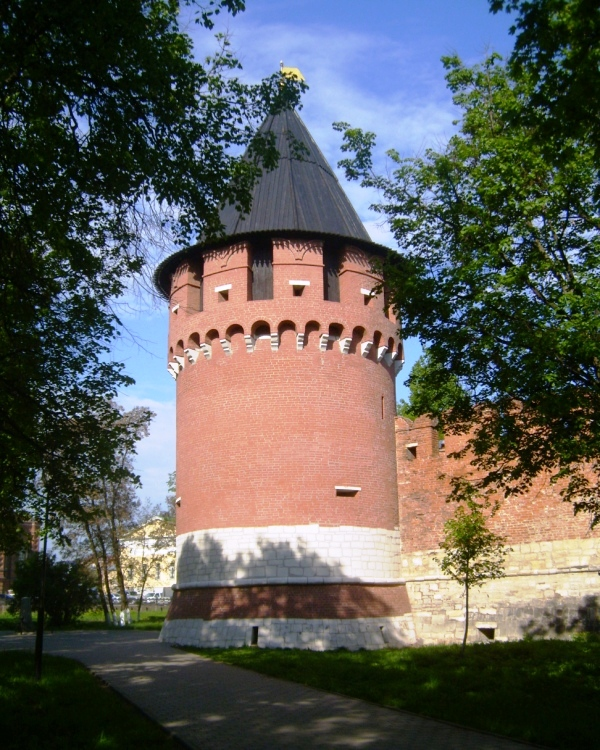
برج نیکیتسکایا
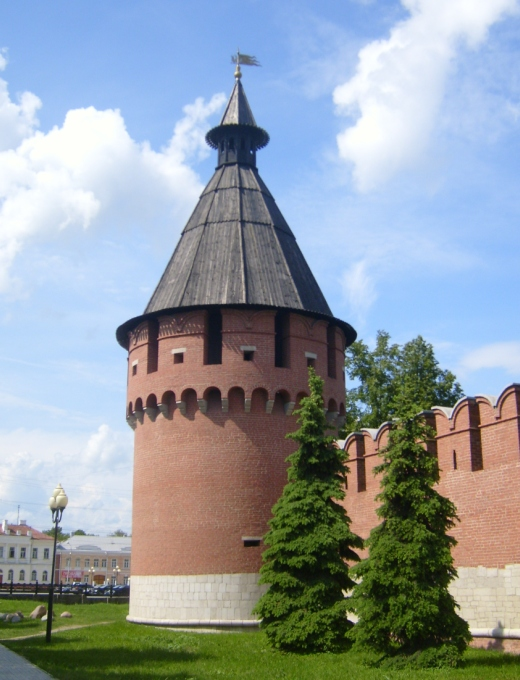
برج اسپاسکایا
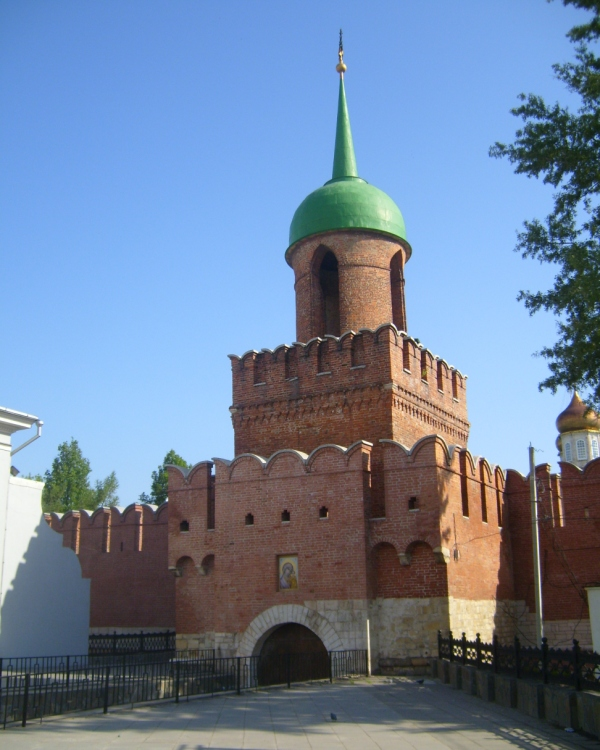
برج دروازه ادویوسکی
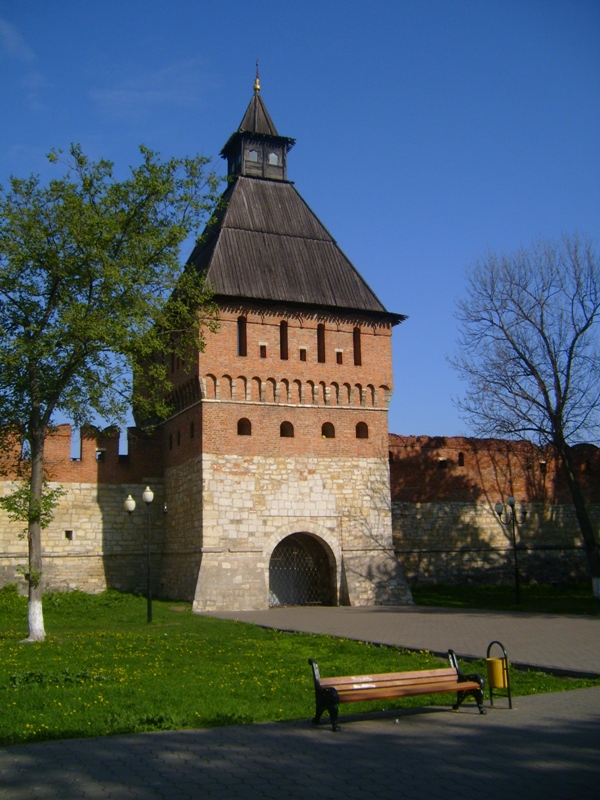
برج دروازه ایوانوسکی
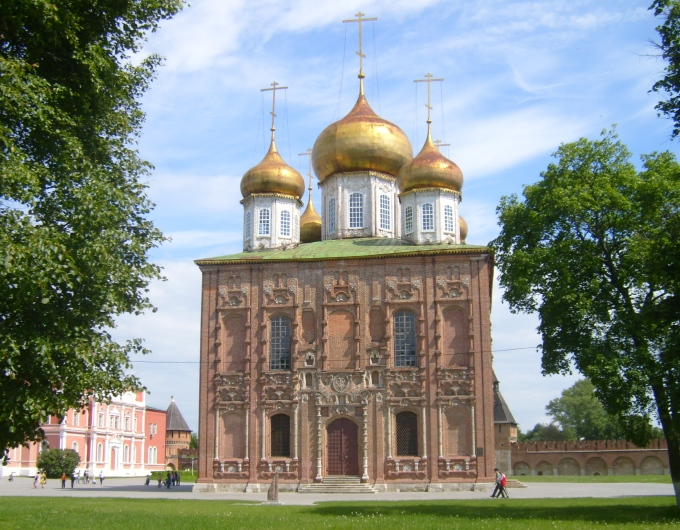
کلیسای جامع اپسپنسکی
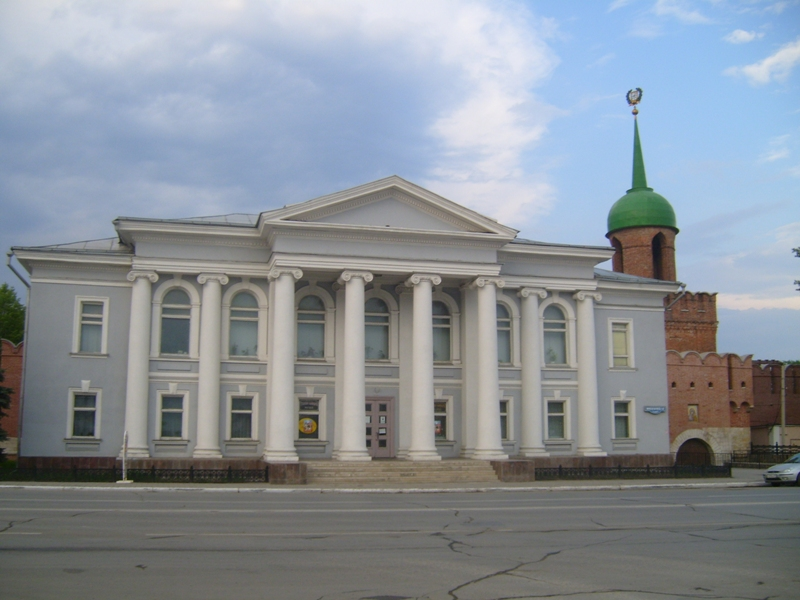
موزه سماور